# Pau Torres
Pau Francisco Torres (* 16. Januar 1997 in Vila-real) ist ein spanischer Fußballspieler, der seit Juli 2023 Vertragsspieler des Erstligisten Aston Villa und seit dem 15. November 2019 A-Nationalspieler ist.

## Karriere

### Vereine
Der in Villarreal geborene Torres begann bei dem in seinem Geburtsort ansässigen FC Villarreal mit dem Fußballspielen. Dem Jugendalter entwachsen, rückte er zur Saison 2016/17 in die Zweite Mannschaft auf, kam in der Gruppe 3 der Segunda División B, die dritthöchste Spielklasse im spanischen Fußball, in 34 Punktspielen erstmals im Seniorenbereich zum Einsatz und erzielte zwei Tore. In der Folgesaison blieb er in 25 Punktspielen ohne Torerfolg, kam zudem am 26. November 2017 (13. Spieltag) bei der 2:3-Niederlage im Heimspiel gegen den FC Sevilla und am 9. April 2018 (31. Spieltag) bei der 1:3-Niederlage im Heimspiel gegen Athletic Bilbao in seinen ersten beiden Spielen in der Primera División als Einwechselspieler – im ersten Spiel für Manu Trigueros in der 84. und im zweiten Spiel für Daniele Bonera in der 46. Minute – zum Einsatz.
Um ihm mehr Spielpraxis in einer höheren Spielklasse zu ermöglichen, spielte er in der Saison 2018/19 auf Leihbasis für den FC Málaga in der Segunda División und erzielte in 38 Punktspielen ein Tor. Nach Ablauf der zunächst einjährigen Leihfrist kehrte er zur Saison 2019/20 zum FC Villarreal zurück; da dieser in Málaga zu überzeugen wusste, wurde die Leihfrist wie zu Beginn geplant, nicht vom FC Villareal verlängert.
Seit der Saison 2019/20 gehört er dauerhaft dem Erstligisten FC Villareal an, bei dem ihm der Durchbruch in der Primera División gelungen ist.
Am 2. Oktober 2019 unterzeichnete er einen neuen Fünfjahresvertrag. Drei Tage später erzielte er bei der 1:2-Niederlage im Auswärtsspiel gegen den CA Osasuna mit dem Treffer zur 1:0-Führung in der vierten Minute sein erstes Tor für den FC Villarreal. In dieser Spielzeit bestritt er 34 Ligaspiele, in denen ihm zwei Torerfolge gelangen. Bis zum Saisonende 2022/23 bestritt er weitere 100 Punktspiele, in denen er acht Tore erzielte.
Während seiner Vereinszugehörigkeit bestritt er zudem elf Spiele im Wettbewerb um die Copa del Rey, den spanischen Vereinspokal. Auf internationaler Vereinsebene bestritt er Spiele in der UEFA Champions League (2020/21 – 12/1), UEFA Super Cup (2021 – 1/0), UEFA Europa League (2017/18 – 1/0 und 2020/21 – 9/1), UEFA Europa Conference League 2022/23 – 1/0 + 2/0 in der Qualifikation). Seinen bislang einzigen Titel gewann er mit dem 11:10-Sieg im Elfmeterschießen gegen Manchester United im Finale um die Europa League am 26. Mai 2021 in Danzig.
Im Sommer 2023 wechselte er nach England zu Aston Villa.

### Nationalmannschaft
Als Leihspieler des FC Málaga kam er erstmals zu einem Länderspieleinsatz. Er gehörte der U21-Nationalmannschaft an, die am 25. März 2019 in Algeciras das in Freundschaft ausgetragene Spiel gegen die U21-Nationalmannschaft Österreichs mit 3:0 gewann.
Am 4. Oktober 2019 wurde er von Cheftrainer Robert Moreno für die Qualifikationsspiele zur Europameisterschaft 2021 gegen die Nationalmannschaften Norwegens und Schwedens erstmals für die A-Nationalmannschaft nominiert. Sein Debüt gab er am 15. November 2019 in Cádiz beim 7:0-Sieg im neunten Spiel der EM-Qualifikationsgruppe F gegen die Nationalmannschaft Maltas, als er in der 60. Spielminute für Sergio Ramos eingewechselt wurde und zwei Minuten später mit dem Treffer zum 3:0 sein erstes Länderspieltor erzielte. Im Turnier um die Europameisterschaft 2021 gehörte er zum Aufgebot, bestritt alle drei Spiele der Gruppe E sowie die anschließenden Finalrundenbegegnungen, bevor er mit seiner Mannschaft am 6. Juli in London mit 2:4 im Elfmeterschießen gegen die Nationalmannschaft Italiens aus dem Turnier ausschied.
Torres gehörte trotz seiner EM-Teilnahme dem Kader für das olympische Fußballturnier 2021 an. Er kam in allen sechs Turnierspielen einschließlich des am 7. August in Yokohama mit 1:2 n. V. gegen die Olympiaauswahlmannschaft Brasiliens verlorenen Finales zum Einsatz.

## Erfolge
Nationalmannschaft
- UEFA-Nations-League-Sieger: 2023
- Olympische Silbermedaille: 2021

Verein
- Europa-League-Sieger: 2021